# SmileTV Plus
SmileTV Plus(스마일TV 플러스)는 TRA media에서 운영하고 있는 드라마/버라이어티 채널이다.

### 연혁
대한민국 전국 지역 방송국의 케이블 TV채널로 개국하였으며,
러시아, 대만, 중국, 태국 등 여러 국가의 글로벌 콘텐츠를 수급해 송출하고 있다.

## 슬로건
온가족 행복과 웃음이 넘치는 SmileTV Plus

## 주요 프로그램
주요 장르는 대한민국의 버라이어티 프로그램, 미국의 시트콤, 대만 드라마, 러시아 액션 드라마, 태국 드라마, 등을 전문 편성하고 있다. 자체제작 프로그램도 방영하고 있다.
- TV 동물농장
- 관찰카메라 24시간
- 플린트 리뎀션
- 플린트
- 퓨리
- 약초 마스터 통엑
- 플래티넘78쇼
- 이매진 마이 라이프 책의 노래
- 윤형빈의 몰래코미디